# César Guzzetti
César Augusto Guzzetti (Buenos Aires, 6 de septiembre de 1925-Ib., 23 de mayo de 1988) fue un marino de la Armada de la República Argentina que alcanzó la jerarquía de vicealmirante y que se desempeñó como ministro de Relaciones Exteriores, Comercio Internacional y Culto de Argentina durante la presidencia de facto de Jorge Rafael Videla, quien junto a Orlando Ramón Agosti y Emilio Eduardo Massera instauró un régimen militar, autodenominado Proceso de Reorganización Nacional, derrocando a María Estela Martínez de Perón por medio de un golpe de Estado el 24 de marzo de 1976.

## Ministro de Relaciones Exteriores
El entonces contalmirante César Augusto Guzzetti fue designado por Jorge Rafael Videla como titular del Ministerio de Relaciones Exteriores, Comercio Internacional y Culto de Argentina el 30 de marzo de 1976. Previamente, fue delegado de la Junta Militar en el Ministerio de Cultura y Educación de la Nación Argentina desde el 24 hasta el 29 de marzo del mismo año.
Durante su gestión, el ya vicealmirante Guzzetti tuvo contacto con el secretario de Estado de los Estados Unidos Henry Kissinger, quien aconsejó en octubre de 1976 que se apurara la marcha de la represión ilegal antes de que el Congreso de los Estados Unidos retomara las sesiones en el mes de enero de 1977, donde se tenía previsto discutir la suspensión de la ayuda militar y un crédito de 8 millones de dólares del Banco Interamericano de Desarrollo por las constantes violaciones a los derechos humanos en la Argentina.

## Atentado
El 5 de mayo de 1977, la organización terrorista Montoneros realizó un atentado contra el vicealmirante Guzzetti mientras se encontraba en el interior de una clínica médica. Guzzetti recibió un disparo en el rostro y fue dado por muerto por los atacantes (dos hombres y una mujer), quienes lo abandonaron y procedieron a fugarse. Luego del atentado, Guzzetti permaneció en un prolongado estado de coma y posteriormente se sometió a una operación en los Estados Unidos que prolongó algún tiempo su vida. Como consecuencia de las heridas recibidas, el vicealmirante Guzzetti quedó mudo y cuadripléjico.
El cargo que ejercía César Guzzetti fue ocupado por el vicealmirante (R) Oscar Antonio Montes.